# Grobniki-mező
A Grobniki-mező (horvátul: Grobničko polje) egy karsztmező Horvátországban, Fiume hátterében, Tengermellék-Hegyvidék megyében. 

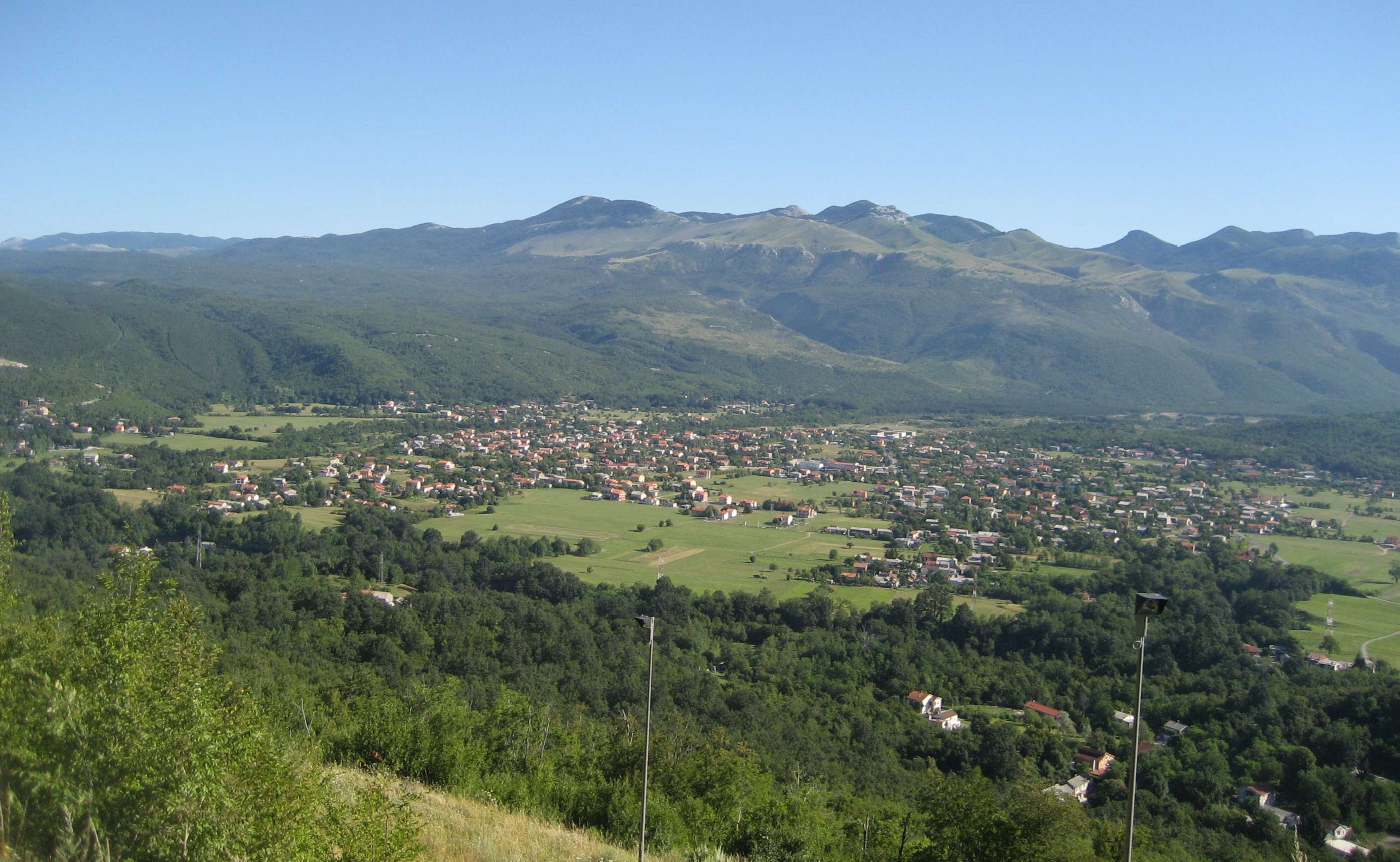
A Grobniki-mező látképe

## Fekvése
Fiume városától északra fekszik. Területe 20 km², hosszúsága 6 km, szélessége 4 km. A mezőn átfolyik a Rječina-folyó, mely Fiumében ömlik a tengerbe. Területét a Hum nevű domb két részre osztja. A keleti rész magasabb és kopár, a nyugati rész pedig alacsonyabb, termékeny és lakott. Főbb települései: Grobnik, Podhum, Dražice, Jelenje, Podkilavac, stb. A mezőn halad át az A7-es (Zágráb-Fiume) autópálya. Területén 1978-ban motoros versenypályát építettek.

## Története
Területe az őskortól kezdve lakott volt. A Rebra-dombon és a Bela Peša alatt fekvő Na Dračišću lelőhelyen még megtalálhatók az ókori liburniai limes egy részének maradványai. A 10. századtól a horvát államhoz tartozott. A mező szélei mentén a Grobnik melletti Straža-hegyen, Majur, Gradišće, valamint a Jelenje fölötti Siljevice-dombon középkori erődítmények maradványai láthatók. Egy 16. századi legenda szerint a mező egy tatárok elleni 1242-es győztes csata színhelye, ezért az állítólagos csatában elesettek számtalan sírja található itt.

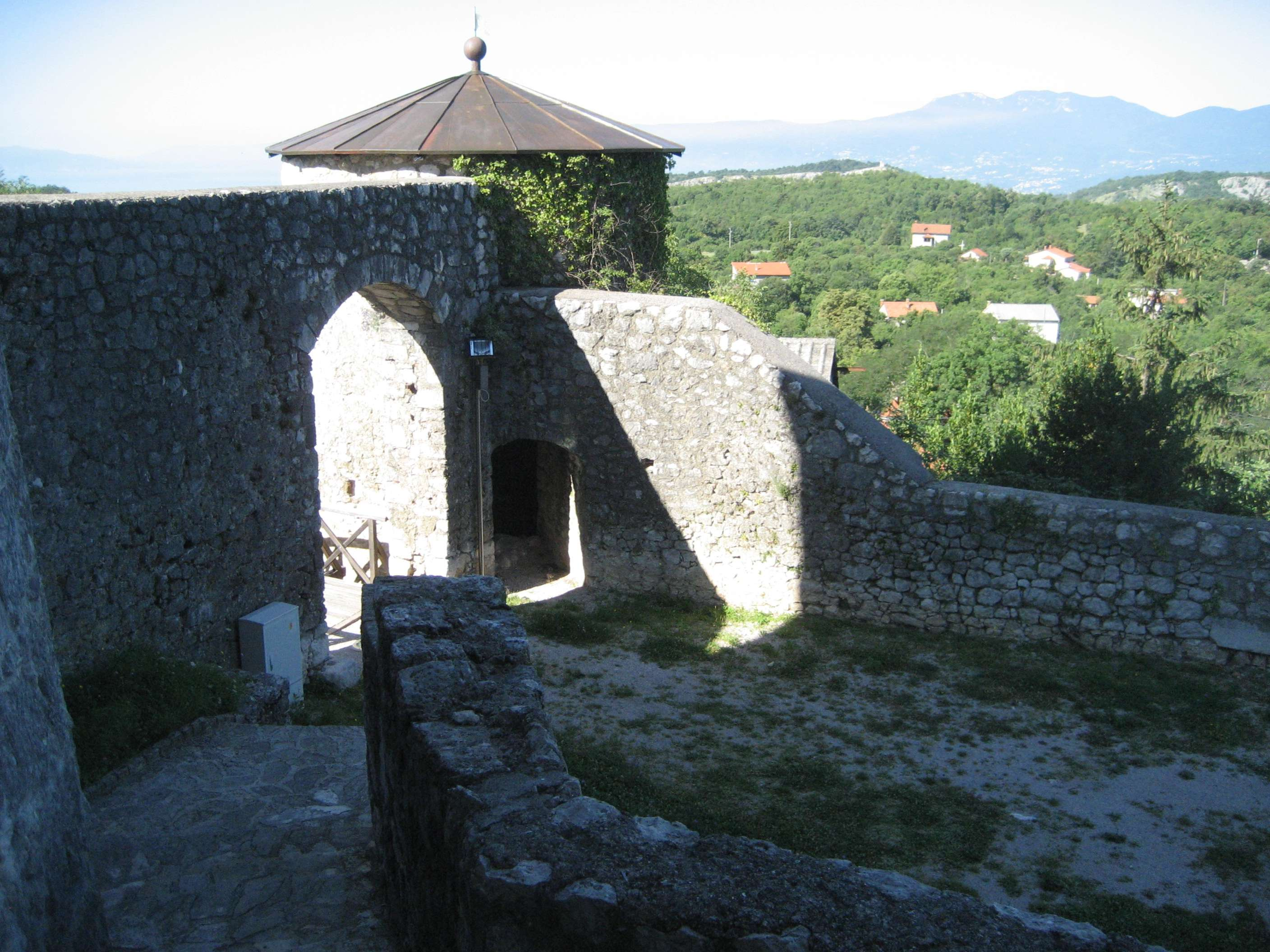
Grobnik várának falai

A grobniki uradalom magában foglalta az egész Grobniki-mezőt és a környező határvidéket, melynek urai 1225 és 1566 között a Frangepánok, majd később a Zrínyiek voltak, akik 1671-ig voltak birtokosai. Ezután 1725-ig a császári kamara, 1766-ig a Perlas grófok, 1872-ig a Batthyányak, majd 1945-ig a Turn-Taxis család birtoka volt. Grobnik jelentősége különösen az 1493-as udbinai csata után nőtt meg, amikor egyházi központtá is vált. A török által lerombolt Modrus helyett megalapították a grobniki káptalant, mely a 18. század végéig működött. Grobnik vára a török elleni védelem egyik legfontosabb láncszeme volt.

## Fordítás
Ez a szócikk részben vagy egészben  a   Grobničko polje című horvát Wikipédia-szócikk ezen változatának fordításán alapul.  Az eredeti cikk szerkesztőit annak laptörténete sorolja fel. Ez a jelzés csupán a megfogalmazás eredetét és a szerzői jogokat jelzi, nem szolgál a cikkben szereplő információk forrásmegjelöléseként.